# FC Südburgenland
Maillots
Le Fußballclub Südburgenland, plus couramment abrégé en FC Südburgenland, est un club autrichien de football féminin fondé en 2002 et basé dans la ville d'Oberwart.

## Histoire
Le FC Südburgenland est fondé en 2002 lorsque la section féminine du SC Pinkafeld se sépare du club. Dès sa première saison, le club est champion de deuxième division. Pour sa première saison en ÖFB-Frauenliga (première division), le club termine à la 4e place. En 2004, le FC Südburgenland atteint la finale de la Coupe d'Autriche.
Jusqu'en 2010, le club se place dans le dernier tiers du classement. Lors de la saison 2010-2011, le club remporte son plus grand succès, une place de vice-champion, mais à partir de 2013, il retrouve le bas du classement, échappant souvent à la relégation (2017, 2018, 2019, 2021). À l'issue de la saison 2021-2022, le club termine dernier et est relégué en deuxième division. 
En 2023, le club entame une collaboration avec le TSV Hartberg et se présente comme SpG Südburgenland/Hartberg, après une troisième place en deuxième division en 2023-2024, le club termine champion de 2e division en 2024-2025 et obtient la promotion en Bundesliga.

## Palmarès
| \| - Championnat d'Autriche : - Vice-champion : 2010-11. - Championnat d'Autriche D2 (2) : - Champion : 2002-03, 2024-2025 (entente sportive avec Hartberg) \| \| - Coupe d'Autriche : - Finaliste : 2003-04. \| |  |                                             |
| - Championnat d'Autriche : - Vice-champion : 2010-11. - Championnat d'Autriche D2 (2) : - Champion : 2002-03, 2024-2025 (entente sportive avec Hartberg)                                                         |  | - Coupe d'Autriche : - Finaliste : 2003-04. |